# Worthington-Gletscher
Der Worthington-Gletscher ist ein Gletscher in den Chugach Mountains in Alaska. 
Der Worthington-Gletscher zeigt viele typische Merkmale eines Talgletschers wie zum Beispiel Ablagerungsgebiete und Endmoränen. Er liegt teilweise in der Worthington Glacier State Recreation Site und ist einer der für Besucher am leichtesten zugänglichen Gletscher Alaskas.
Im Jahre 1968 wurde der Gletscher in der Liste der National Natural Landmark ausgewiesen.